# Romain Gasmi
Romain Gasmi (* 15. Februar 1987 in Lyon) ist ein französisch-algerischer Fußballspieler.

## Karriere
Das Fußballspielen erlernte Romain Gasmi in der Jugendmannschaft des ASOA Valence im französischen Valence. Hier unterschrieb er 2003 auch seinen ersten Vertrag. 2004 wechselte er zu Racing Straßburg. Hier wurde er in der ersten- sowie auch in der zweiten Mannschaft eingesetzt. Von September 2008 bis April 2009 wurde er an den FC Southampton nach England ausgeliehen. Der Verein aus Southampton spielte in der zweiten englischen Liga, der EFL Championship. 2010 wechselte er zu Monts d’Or Azergues Foot nach Chasselay. Hier spielte er bis Ende 2010. 2011 zog es ihn nach Asien. Hier unterschrieb er in Thailand einen Vertrag bei Bangkok United. Der Verein aus der Hauptstadt Bangkok spielte in der zweiten Liga, der Thai Premier League Division 1. 2012 wurde er mit dem Klub Tabellendritter und stieg somit in die erste Liga auf. Bis Ende 2015 absolvierte er 117 Spiele für den Klub. Der Zweitligist Chiangmai FC aus Chiangmai nahm ihn Anfang 2016 unter Vertrag. Für Chiangmai spielte er die Hinserie, die Rückserie spielte er für den Erstligisten Bangkok Glass. 2017 unterschrieb er einen Vertrag beim Erstligaabsteiger BBCU FC in Bangkok. Während der Hinserie wurde der Verein durch den Verband gesperrt. Die Rückserie 2017 spielte er beim Drittligisten Khon Kaen FC in Khon Kaen. Ende 2017 wurde Khon Kaen Meister in der Upper Region der Thai League 3 und stieg somit in die zweite Liga auf. Nach dem Aufstieg verließ er den Verein. Im Februar 2018 kehrte er nach Frankreich zurück und schloss sich dem SR Colmar aus Colmar an. Anschließend spielte er für die unterklassigen Vereine FC Sélestat, FC Drusenheim und ES Molsheim.

## Erfolge
Khon Kaen FC
- Thai League 3 – Upper: 2017  ▲